# Melanogeneza
Melanogeneza – proces enzymatycznego powstawania melanin. Melaniny warunkują między innymi: barwę skóry a co za tym idzie umożliwiają powstanie opalenizny.

## Przebieg procesu

L-tyrozyna

L-DOPA

Przemiany można przedstawić za pomocą schematu:
tyrozyna – (tyrozynaza)→ DOPA (3,4-dihydroksyfenyloalanina) → dopachinon → melaniny
Proces powstawania melaniny to szereg reakcji biochemicznych. Prekursorem melaniny jest L-tyrozyna przekształcana przez tyrozynazę w 3,4-dihydroksyfenyloalaninę. Ta następnie jest przekształcana w dopachinon a ten w melaniny.
Proces zachodzi w melanosomach (organellach melanocytów, znajdujących się w warstwie podstawnej naskórka) takie jak:
- eumelanina[1] (dwa rodzaje o różnym zagęszczeniu);
  - DHI eumelanina – barwnik ciemny odpowiedzialny za kolor czarny o bardzo wysokim zagęszczeniu,
  - DHICA eumelanina – barwnik ciemny, brązowy o średnim zgęszczeniu,
- feomelanina[1] – barwnik jasny, czerwono-żółty o najniższym zagęszczeniu.

## Regulacja
Proces jest inicjowany promieniowaniem UV. Regulowana przez melanotropinę (u człowieka) i/lub adrenokortykotropiny.
Melanogenezę regulują też witaminy (A, B, C i P), bioelementy (Fe, Cu, Ca). Promieniowanie ultrafioletowe nasila melanogenezę poprzez zmniejszenie ilości grup sulfhydrylowych, które hamują melanogenezę. Do syntezy melaniny potrzebne są między innymi aminokwasy: tryptofan, fenyloalanina oraz tyrozyna.

## Zaburzenia
Zaburzenia w syntezie melanin powodują albinizm. Zbyt mała ilość kortykosterydów w przypadku choroby Addisona nie jest w stanie skutecznie hamować syntezy melanin. Drugą koncepcją dotyczącą ciemniejszego zabarwienia skóry i śluzówek w chorobie Addisona jest nadmierna uwalnianie kortykoliberyny (ACTH, pochodnej proopiomelanokortyny – POMC), która ma działanie podobne do beta-MSH, czyli beta-melanotropiny. Hormon ten wpływa na rozpraszanie melanin w komórkach skóry gadów.